# Domecy-sur-Cure
Domecy-sur-Cure é uma comuna francesa na região administrativa de Borgonha-Franco-Condado, no departamento de Yonne. Estende-se por uma área de 20,83 km². Em 2010 a comuna tinha 395 habitantes (densidade: 19 hab./km²).